# Hermit Songs
Hermit Songs is een cyclus van tien liederen voor zangstem en piano van Samuel Barber. De liederencyclus is gecomponeerd in 1953 met een beurs van de Elizabeth Sprague Coolidge Foundation. Als basis gaat het werk uit van een collectie van anonieme gedichten die Ierse monniken en geleerden hebben geschreven in de periode van de 8e tot en met de 13e eeuw, in een vertaling van W.H. Auden, Chester Kallman, Howard Mumford Jones, Kenneth Jackson en Sean O'Faolain. De Hermit Songs kregen hun première in 1953 in de Library of Congress, met sopraan Leontyne Price en Barber zelf als pianist.
De tien liederen van de cyclus en de respectievelijke vertalers van elk gedicht zijn als volgt:
1. "At St Patrick’s Purgatory" (vertaald door Seán Ó Faoláin)
2. "Church Bell at Night" (vertaald door Howard Mumford Jones)
3. "St Ita’s Vision" (vertaald door Chester Kallman)
4. "The Heavenly Banquet" (vertaald door Seán Ó Faoláin)
5. "The Crucifixion" (vertaald door Howard Mumford Jones)
6. "Sea Snatch" (vertaald door Kenneth Jackson)
7. "Promiscuity" (vertaald door Kenneth Jackson)
8. "The Monk and his Cat" (vertaald door W.H. Auden)
9. "The Praises of God" (vertaald door W.H. Auden)
10. "The Desire for Hermitage" (vertaald door Seán Ó Faoláin)

De tekst van 'The Heavenly Banquet' wordt toegeschreven aan St. Brigid volgens Samuel Barbers partituur, die evenals St. Patrick de beschermeling is van Ierland. Zij is onder praktiserende katholieken ook bekend als de patroonheilige van het bier.
"[Deze liederen] zijn kleine gedichten, gedachten of observaties, sommige erg kort, en zeg simpelweg, geestig, en vaak verrassend modern in het eenvoudige leven dat zij leidden - dicht bij de natuur, bij hun dieren en bij God. Enkele zijn letterlijke vertalingen en andere zijn omgezet (waar de bestaande vertalingen niet leken te volstaan). Robin Flower schreef in The Irish Tradition: "Het was niet alleen zo dat deze schriftgeleerden en kluizenaars met het lot van hun toewijding leefden in een omgeving van bos en zee; het was vanwege een continue spirituele praktijk dat zij in die omgeving van onzinnig miraculeuze open ruimte die vreemde visie van natuurlijke dingen in een onnatuurlijke puurheid konden plaatsen.""